# Western Mass Pioneers
Western Mass Pioneers ist ein amerikanisches Fußball-Franchise der USL League Two aus Ludlow, Massachusetts.
Der Franchise wurde 1998 gegründet und spielt in der USL League Two, der vierthöchsten Liga im nordamerikanischen Fußball. Bis zur Saison 2010 spielte die Mannschaft immer in der jeweiligen dritthöchsten Spielklasse in den USA.

## Geschichte
Im August 1997 vergab die United States International Soccer League die Franchise-Lizenz an den Amateurklub Gremio Lusitano aus Ludlow, Massachusetts. Da es verboten war Mannschaftsnamen mit ethnischem Hintergrund, wie Gremio oder Lusitano zu verwenden, veranstaltete die Zeitung Springfield Union-News einen Wettbewerb zur Namensfindung der neuen Mannschaft. Hierüber wurde der Name Pioneers gefunden. Im selben Jahr wurde mit den ehemaligen polnischen Fußballspieler Leszek Wrona, der erste Trainer der Mannschaft gefunden. 1999 wurden die Pioneers Sieger in der USL D-3 Pro League.
Nachdem am Ende der Saison 2009 die USL Second Division aufgelöst worden war, wechselte das Team eine Ligenstufe tiefer in die USL Premier Development League.

## Erfolge
- USL Second Division Regular Season Sieger 2005
- USL D-3 Pro League Northern Division Sieger 2002
- USL D-3 Pro League Sieger 1999
- USL D-3 Pro League Northern Division Sieger 1999

## Saisonstatistik
| Jahr | Ligastufe | Liga                  | Reg. Season         | Play-offs           | Open Cup           |
| ---- | --------- | --------------------- | ------------------- | ------------------- | ------------------ |
| 1998 | 3         | USISL D-3 Pro League  | 3rd, Northeast      | Division Halbfinale | 2. Runde           |
| 1999 | 3         | USL D-3 Pro League    | 1. Platz, Northern  | Sieger              | nicht qualifiziert |
| 2000 | 3         | USL D-3 Pro League    | 5. Platz, Northern  | Conference-Finale   | nicht qualifiziert |
| 2001 | 3         | USL D-3 Pro League    | 7. Platz, Northern  | nicht qualifiziert  | nicht qualifiziert |
| 2002 | 3         | USL D-3 Pro League    | 1st, Northern       | Quarterfinals       | Did not qualify    |
| 2003 | 3         | USL Pro Select League | 3rd, Northern       | Did not qualify     | Did not qualify    |
| 2004 | 3         | USL Pro Soccer League | 3rd, Northern       | nicht qualifiziert  | 2. Runde           |
| 2005 | 3         | USL Second Division   | 1. Platz            | Finale              | nicht qualifiziert |
| 2006 | 3         | USL Second Division   | 6. Platz            | nicht qualifiziert  | nicht qualifiziert |
| 2007 | 3         | USL Second Division   | 6. Platz            | nicht qualifiziert  | 2. Runde           |
| 2008 | 3         | USL Second Division   | 6. Platz            | Viertelfinale       | 2. Runde           |
| 2009 | 3         | USL Second Division   | 7. Platz            | nicht qualifiziert  | 2. Runde           |
| 2010 | 4         | USL PDL               | 6. Platz, Northeast | nicht qualifiziert  | nicht qualifiziert |
| 2011 | 4         | USL PDL               | 3. Platz, Northeast | nicht qualifiziert  | 1. Runde           |
| 2012 | 4         | USL PDL               | 3. Platz, Northeast | nicht qualifiziert  | nicht qualifiziert |
| 2013 | 4         | USL PDL               | 4. Platz, Northeast | nicht qualifiziert  | nicht qualifiziert |
| 2014 | 4         | USL PDL               | 3. Platz, Northeast | nicht qualifiziert  | 2. Runde           |
| 2015 | 4         | USL PDL               | 5. Platz, Northeast | nicht qualifiziert  | 1. Runde           |
| 2016 | 4         | USL PDL               | 2. Platz, Northeast | Divisional Playoff  | nicht qualifiziert |
| 2017 | 4         | USL PDL               | 3. Platz, Northeast | nicht qualifiziert  | 1. Runde           |
| 2018 | 4         | USL PDL               | 3. Platz, Northeast | nicht qualifiziert  | 1. Runde           |